# Маленькие женщины (фильм, 1994)
«Маленькие женщины» (англ. Little Women) — американский семейный драматический фильм 1994 года, режиссёра Джиллиан Армстронг. Экранизация одноимённого романа Луизы Мей Олкотт 1868 года.
Сценаристом выступил Робин Свайкорд. Это пятая экранизация романа Олкотт, после немых версий, выпущенных в 1917 и 1918 годах, и адаптаций Джорджа Кьюкора в 1933 году и Мервина Лероя в 1949 году.
Фильм был выпущен 21 декабря 1994 года, и вышел в прокат по всей стране через четыре дня, 25 декабря 1994 года. Выпускался компанией Columbia Pictures. Фильм посвящён жертве убийства Полли Клаас и литературному агенту Джуди Скотт-Фокс.

## Сюжет
Фильм рассказывает историю жизни четырёх сестёр-подростков во время Гражданской войны в США, живущих в городе Конкорд, штат Массачусетс. Вайнона Райдер играет сестру, ставшую писательницей. Также в фильме повествуется об истории старших сестёр, об их первой любви, надеждах и разочарованиях, о формировании их жизненной позиции и начале самостоятельной жизни.

## В ролях
- Сьюзан Сарандон — миссис Эбигейл Марч — мать девочек Марч
- Мэтью Уолкер — мистер Марч — отец семейства
- Трини Альварадо — Маргарет «Мэг» Марч — старшая сестра
- Вайнона Райдер — Джозефина «Джо» Марч — вторая сестра, писательница
- Клэр Дэйнс — Элизабет «Бет» Марч — третья сестра
- Кирстен Данст — Эми Марч (младшая сестра) в детстве
- Саманта Мэтис — взрослая Эми Марч (младшая сестра)
- Кристиан Бейл — Теодор «Лори» Лоренс — сосед и друг сестёр Марч, сирота
- Эрик Штольц — Джон Брук, учитель Лори, позднее муж старшей сестры
- Гэбриэл Бирн — герр Фридрих Баэр, немецкий профессор, друг Джо
- Мэри Уикс — тётя Марч, пожилая богатая родственница семьи Марч
- Джон Невилл — мистер Лоренс, богатый сосед семьи Марч, дедушка Лори

## Критика
Роджер Эберт из Chicago Sun-Times присудил фильму 3,5 звезды, называя его «удивительно острым и умным пересказом знаменитой истории Луизы Мей Олкотт, а не детским фильмом с мягкими краями, как может показаться». Он добавил: «Сначала я был сварливым, думая, что это будет слишком мило и набожно. Постепенно я увидел, что Джиллиан Армстронг […] относится к этому серьёзно. И затем я начал ценить актёрское мастерство ансамбля пяти актрис, создающих тепло и знакомящих с настоящей семьёй».
На сайте Rotten Tomatoes фильм имеет рейтинг 91 %, на основании 34 рецензий критиков, со средней оценкой 7,45 из 10. Консенсус сайта гласит: «Благодаря мощному составу талантливых актрис, Джиллиан Армстронг, в адаптации „Маленьких женщин“ Луизы Мей Олкотт, доказывает, что вечная история может быть успешной независимо от того, сколько раз она рассказана».
На сайте Metacritic фильм набрал 87 баллов из 100, что основано 23 отзывах, что указывает на «всеобщее признание».

## Награды и номинации

### Номинации
- 1995 — Премия «Оскар»
  - Лучшая актриса — Вайнона Райдер
  - Лучший дизайн костюмов — Коллин Этвуд
  - Лучшая оригинальная запись — Томас Ньюман
- 1995 — Премия BAFTA
  - Лучший дизайн костюмов — Коллин Этвуд

## Съёмки
- Кристиана Бейла в фильм пригласила Вайнона Райдер, исполнительница главной роли.
- Райдер посвятила этот фильм Полли Ханне Клаас, 12-летней девочке, которая была убита в Петалуме (штат Калифорния) — родном городе Вайноны Райдер. Роман «Маленькие женщины» был любимой книгой Полли.